# 鹿児島県立図書館
鹿児島県立図書館（かごしまけんりつとしょかん）は鹿児島県鹿児島市城山町にある県立の公共図書館である。1902年（明治35年）に鹿児島県私立教育会附属図書館として設置された図書館を前身としており、1912年（明治45年）に鹿児島県に移管された。
鶴丸城内にあり、近隣には西郷隆盛像、鹿児島県立博物館、鹿児島市立美術館、鹿児島県歴史資料センター黎明館、かごしま近代文学館・かごしまメルヘン館などがあり、「かごしま文化ゾーン」を形成している。広報紙である「県図なう。」（「広報しろやま」及び「しろやまキッズ」を統合）を毎月発行している。また、親子読書研究誌「さざなみ」も発行している。
1958年（昭和33年）から、2009年（平成21年）に鹿児島県立奄美図書館として設置されるまで、奄美大島の奄美市に奄美分館を設置していた。

## 歴史

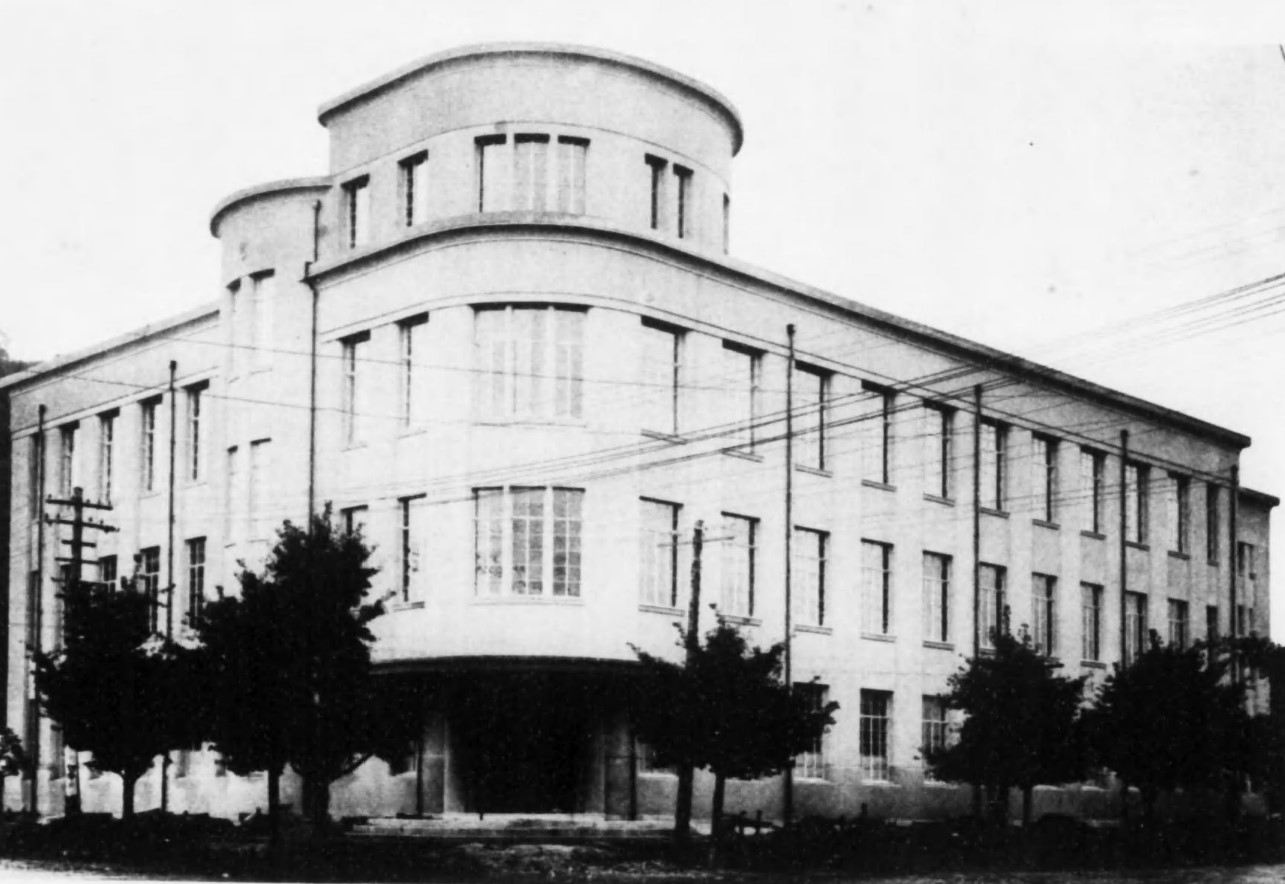
1927年ごろの鹿児島県立図書館

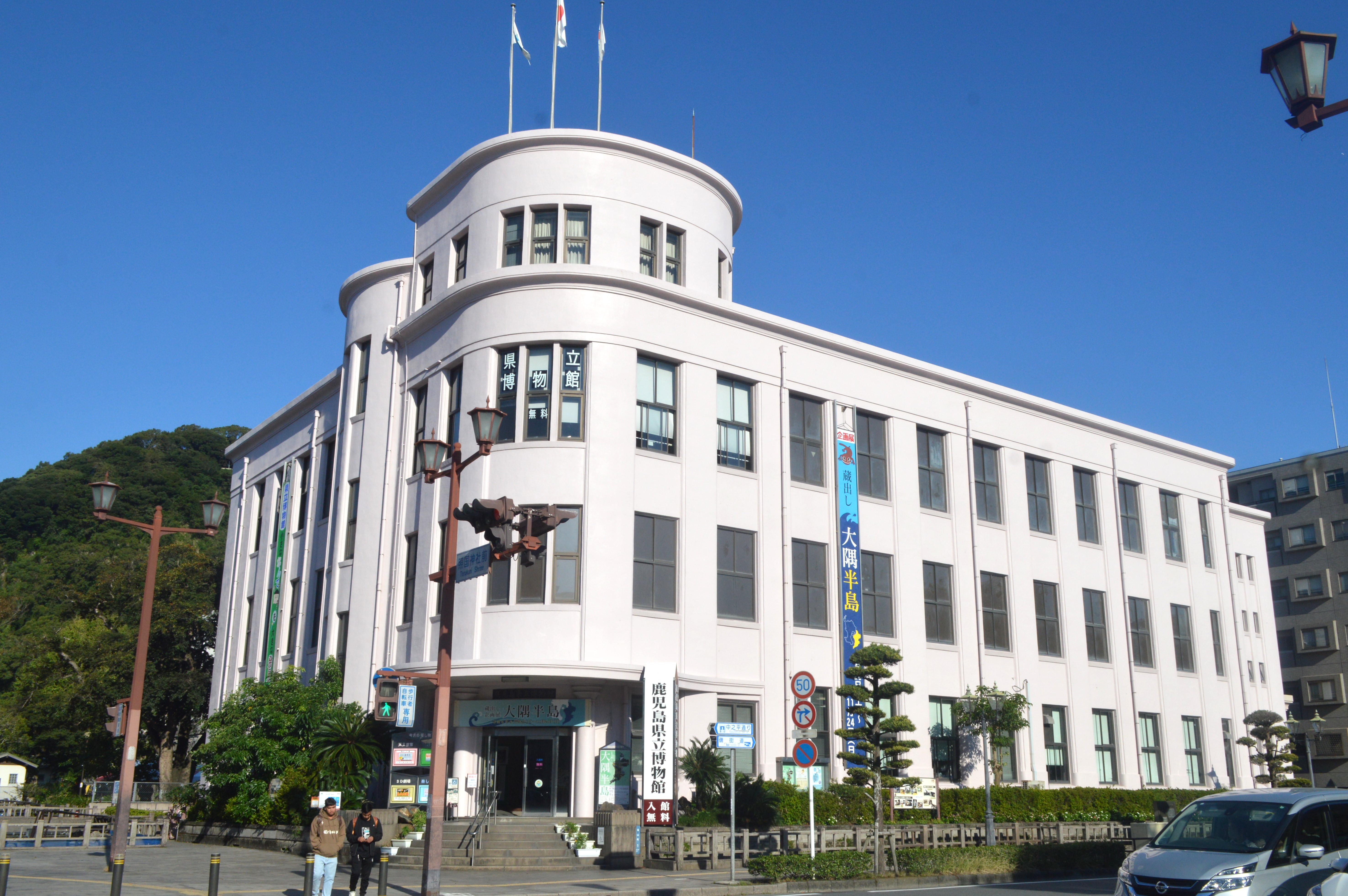
旧鹿児島県立図書館を転用した鹿児島県立博物館

- 1902年（明治35年） - 鹿児島県私立教育会によって鹿児島県私立教育会附属図書館が建てられる。
- 1909年（明治42年） - 鹿児島県私立教育会附属図書館を私立鹿児島図書館に改称。
- 1912年（明治45年） - 私立鹿児島図書館を県に移管、鹿児島県立図書館の設置が認可される[1]。
- 1933年（昭和8年） - 文部大臣より中央図書館の指定認可。
- 1952年（昭和27年） - 鹿児島県図書館協会が発足。
- 1958年（昭和33年） - 奄美分館が開館。
- 1979年（昭和54年） - 新館竣工。これに伴い、従来の鹿児島県立図書館の建物は1980年に鹿児島県立博物館に転用された。
- 2005年（平成17年） - 耐震補強工事完工。
- 2009年（平成21年） - 奄美分館が鹿児島県立奄美図書館となる[2]。

## 施設

### 所蔵資料
- 一般図書
- 雑誌　約150タイトル
- 新聞　約20タイトル
- マイクロフィルム
- 方言ライブラリー
- 鹿児島県史料　など

### 児童文化室
児童書コーナーを別室としたもので、親しみやすく内装されており、また幼児用の遊び場も設置されている。蔵書検索システムでは本室の書籍のみを対象に検索することも出来る。

### 学習室
図書館3階に位置し、中学生以上の生徒・学生、県民の学習する場となっており、366席ある。一般閲覧室へ続く正面玄関ではなく、建物西側にある専用の入口から入る。
休館日や開館時間は一般閲覧室に準ずるが、一般閲覧室が閉館となる特別研修日や特別整理期間、年末年始の一部は開館時間に制限があるものの、利用することができる。

## 著名な歴代館長
- 椋鳩十（1947年-1966年、作家）
- 原口泉（2013年-、日本近世史・近代史学者）

## 立地
アクセス
- 鹿児島市営バス、鹿児島交通、南国交通、JR九州バス「金生町」バス停より徒歩約10分
- 鹿児島市電「市役所前」電停より徒歩約5分